# Козак, Давид
Давид Козак (чеш. David Kozák; 12 августа 1999 — 21 декабря 2023) — чешский массовый убийца, аспирант Карлова университета, совершивший нападение на философский факультет Карлова университета в Праге, а за шесть дней до этого убивший мужчину и его малолетнюю дочь в Клановицах. Перед нападением на университет Козак также убил своего отца. После нападения он покончил с собой незадолго до того, как полиция добралась до него.

## Биография
Родился в Чехии 12 августа 1999 года. О его ранней жизни известно немного, кроме того, что он жил в деревне Хостунь, примерно в 9 километрах к западу от Праги. Через некоторое время после окончания средней школы Козак начал изучать историю в Карловом университете в Праге. В частности, он изучал историю Польши и получил степень бакалавра по истории и европейским исследованиям.
В Институте всемирной истории факультета искусств Карлова университета Козак успешно защитил бакалаврскую работу под названием «Проблематика антагонизма Галицкого крестьянского восстания и Краковского восстания в 1846 году». Научным руководителем был профессор Франтишек Стеллнер; диссертация была защищена на отлично. Впоследствии Козак был удостоен премии имени Мариана Шийковского. По словам его дедушки, Козак планировал продолжить обучение в Польше.

### Психическое состояние
Начальник чешской полиции Мартин Вондрашек заявил, что преступник имел лицензию на оружие и владел восемью единицами огнестрельного оружия. Будучи членом Европейского союза, Чехия соблюдает Европейскую директиву об огнестрельном оружии, а легальная доступность огнестрельного оружия сопоставима с другими странами ЕС. В 2021 году конституционная поправка к Хартии основных прав и свобод страны закрепила право граждан на защиту себя или других с помощью оружия. Чтобы законно владеть огнестрельным оружием в Чехии, человек должен сначала получить лицензию на огнестрельное оружие, для чего, помимо прочего, необходимо пройти медицинское обследование.
Козак с детства проявлял склонность к насилию. Один из ключевых моментов, свидетельствующих о растущей агрессивности Козака, произошёл во время его учебы в Малостранской гимназии. В летнем лагере он выстрелил из пневматической винтовки в сторону палатки, где спала его сестра. Позже Козак с юмором рассказывал об этом инциденте своим одноклассникам.
Помимо оружия, Козак с подросткового возраста начал интересоваться массовыми убийцами. Больше всего он был увлечён Андерсом Брейвиком, норвежским террористом, убившим 77 человек в 2011 году. Козак систематически искал информацию о нём, а также интересовался другими убийцами, в том числе Виктором Каливодой, известным как «Лесной убийца». Интерес к насилию и жестокости отразился на вкусе Козака к развлечениям. Он был особенно одержим японским аниме, которое часто содержало экстремальное насилие.
В ходе расследования в его компьютере были найдены доказательства его одержимости «жестокой порнографией». В частности, Козак смотрел «азиатскую продукцию», в которой женщины были загримированы под зомби или трупы.
В прошлом Козак предположительно вступил в конфликт на своём рабочем месте в аэропорту имени Вацлава Гавела в Праге, когда принёс туда пистолет.
Подруга Козака, которую СМИ называли только «Алиса», забеспокоилась о его психическом состоянии летом 2022 года. Благодаря её вмешательству Козак четыре раза посещал психиатра с сентября по ноябрь 2022 года. Сначала у Козака появились суицидальные мысли, но во время визитов к врачу у него стали появляться и мысли об убийстве, направленные как на родителей, так и на других людей. Психиатр посоветовал Козаку начать посещать психолога, что он и сделал только один раз в декабре 2022 года. Психиатры в Чехии обязаны отправлять свои медицинские отчёты врачу общей практики пациента, «если этот врач им известен». Поскольку Козак не сообщил имя своего терапевта, отчёт не был отправлен.
Врач общей практики мог узнать о визитах Козака к психиатру из онлайн-базы данных о медицинских назначениях пациента. Однако проверка этой информации не является обязательной, а врач общей практики, выдавший справку о состоянии здоровья, этого не сделал. Единственной информацией в справке для получения лицензии на оружие было то, что Козак должен носить очки при использовании огнестрельного оружия.
Согласно посмертной психологической экспертизе, заказанной полицией, у Козака был «шизоидный тип личности с нарциссическими и антисоциальными чертами и очень высокий IQ», но он не страдал каким-либо конкретным психическим расстройством.

### Планирование атаки
Полиция пришла к выводу, что Козак планировал совершить массовое убийство в течение долгого времени. В сентябре 2023 года он ограничил свои планы университетом и его окрестностями. Он изучил расписание занятий в аудиториях четвертого этажа и скачал поэтажные планы как здания, где он совершил нападение, так и другого учебного корпуса на улице Целетной. Он искал в Интернете оружие и аксессуары, нашёл несколько видеороликов о снайперских курсах, а также изучил карту здания и различных классов колледжа, расписание лекций и семинаров. Он сделал заметки о вероятном количестве учеников в каждой из аудиторий. Далее он изучил общественные мероприятия в соседнем здании Рудольфинума, на площади Яна Палаха и в других местах пражского Старого города.
Козак получил в подарок от своей бабушки 300 000 чешских крон (около 13 000 долларов США) и снял 400 000 чешских крон (17 000 долларов США) с долгосрочного сберегательного счёта. Эти деньги, а также доход от его работы в аэропорту были использованы для покупки огнестрельного оружия и боеприпасов.
На пресс-конференции полиция заявила, что у преступника было зарегистрировано восемь единиц оружия, два из них — длинноствольное, включая самозарядную винтовку с мощной оптикой и самозарядный пистолет. Семь из них он приобрёл в течение короткого периода времени весной 2023 года. Деньги на покупку оружия он получил из своего регулярного дохода от работы в аэропорту имени Вацлава Гавела, платы за выпускной в его семье и из строительного общества.
Примерно за три месяца до нападения он посетил курсы по подготовке к выполнению сложных задач в бывшей промышленной зоне «Полдовка-Кладно», в частности курс «Оборона дома». Затем в ноябре 2023 года он посетил курсы стрельбы в Соленице. В сентябре 2023 года он использовал свой компьютер для просмотра расписания занятий, которые проводились по четвергам в помещениях на четвёртом этаже здания на площади Палач. Он систематически отмечал не только вместимость помещений, но и количество студентов, посещающих каждый курс.
Помимо планов нападения, он также намеревался уничтожить их родительский дом в Хостуне, Козак хотел взорвать его с помощью заложенной взрывной системы.
Козак рассказал о своих покупках нескольким друзьям. Большей частью информации он поделился со своей подругой «Алисой», которой он также сообщил о прохождении курсов стрельбы. 3 ноября 2023 года преступник сказал «Алисе», что начал заниматься спортом, для этого он купил силовые тренажёры, так как через месяц или два ему придётся носить тяжелые сумки. 6 декабря 2023 года Козак написал «Алисе» сообщения, которые, по мнению следствия, свидетельствуют о явной решимости совершить убийство.

## Убийство и нападение
Считается, что 15 декабря 2023 года Козак убил 32-летнего мужчину и его двухмесячную дочь в Клановицком лесу в Праге. Мотив убийств на данный момент неизвестен. Однако некоторые отмечают, что этот случай похож на убийства, совершённые Виктором Каливодой в 2005 году, когда он убил трёх случайных людей, готовясь к массовому убийству в Праге. После этих убийств Козак был одним из примерно 4000 различных подозреваемых по этому делу, однако полиции не удалось предотвратить последующие события.
Шесть дней спустя, 21 декабря, Козак убил своего отца в его доме в Гостуне, а затем отправился на факультет искусств главного здания Карлова университета в Праге. Там он открыл огонь по студентам и преподавателям, находившимся в здании, убив 14 человек и ранив ещё 22. Козак также открыл огонь по полицейским и прохожим с балкона четвёртого этажа, ранив троих из них. После преступления, Козак покончил жизнь самоубийством, застрелившись. Нападение длилось около 20 минут.
Вскоре после нападения полиция провела обыск в его доме и нашла письмо, в котором он признался в убийствах в Клановицах. В его доме были найдены самодельные взрывные устройства. Полицейские следователи считают, что мотивом нападения была «месть обществу», поскольку нападавший «чувствовал себя непонятым». Эти расстрелы стали самым смертоносным массовым убийством в истории Чехии, превзойдя стрельбу в Угерски-Броде в 2015 году.